# Javamos
Javamos (Vesicularia dubyana) is een soort uit het geslacht Vesicularia. De soort leeft in zoet water in Azië. Deze mossoort is groen van kleur en groeit zowel onder als boven water, mits de luchtvochtigheid hoog genoeg is. 

## Toepassing
Javamos wordt veel gebruikt in nano-aquaria waar de garnalen in schuilen voor eventuele vissen, ook eten ze de algen die op javamos groeien. Deze mossoort groeit vrij snel en wordt op de achterwand, hout of een steen vastgezet, de plant zal zich zeer snel vasthechten aan de materialen.
Het heeft een vrij grote behoefte aan licht en groeit het beste in een lichte stroming. Een pH van 6,5 tot 8 is ideaal voor de plant. Javamos gedijt het beste tussen 20–28 °C. 